# Kaman K-225
K-125 — экспериментальный двухместный вертолет, построенный по схеме синхроптера. Мощность установленного двигателя Lycoming O-390-3 составляла 125 л.с. Первый полет состоялся 15 января 1947 года.
K-190 — улучшенная трёхместная версия K-125. Был оснащён двигателем Lycoming O-435-1 мощностью 140кВт. Совершил первый полет в апреле 1948 года. Ровно через год, в апреле 1949 года он получил гражданский сертификат лётной годности.
K-225 — дальнейшее развитие K-125 и K-190, оснащался двигателем Textron Lycoming O-435-A2 мощностью 225 л.с.
K-225s — первый в мире вертолёт с газотурбинным двигателем (Boeing YT50, модель 502-2) мощностью 130 кВт. 10 декабря 1951 года состоялся первый полет вертолёта с такой силовой установкой.